# Выжний Березов
Выжний Бере́зов (укр. Вижній Березів) — село в Яблоновской поселковой общине Косовского района Ивано-Франковской области Украины.
Население по переписи 2001 года составляло 1626 человек. Занимает площадь 19,269 км². Почтовый индекс — 78613. Телефонный код — 03478.

## История
В 1946 году указом ПВС УССР село Выжний Березов переименовано в Верхний Березов.
В 1993 году селу возвращено историческое название.

## Религия
В селе действует приход УГКЦ. Настоятель отец Василий Боднарчук. 

### Визитации
В 2018 и 2021 году село посетил епископ Василий (Ивасюк).

## Памятки
- Церковь Воздвижения Честного Креста 1992 года постройки

## Персоналии
В селе родился деятель украинского националистического движения Мирослав Симчич.